# Амершем (станція)

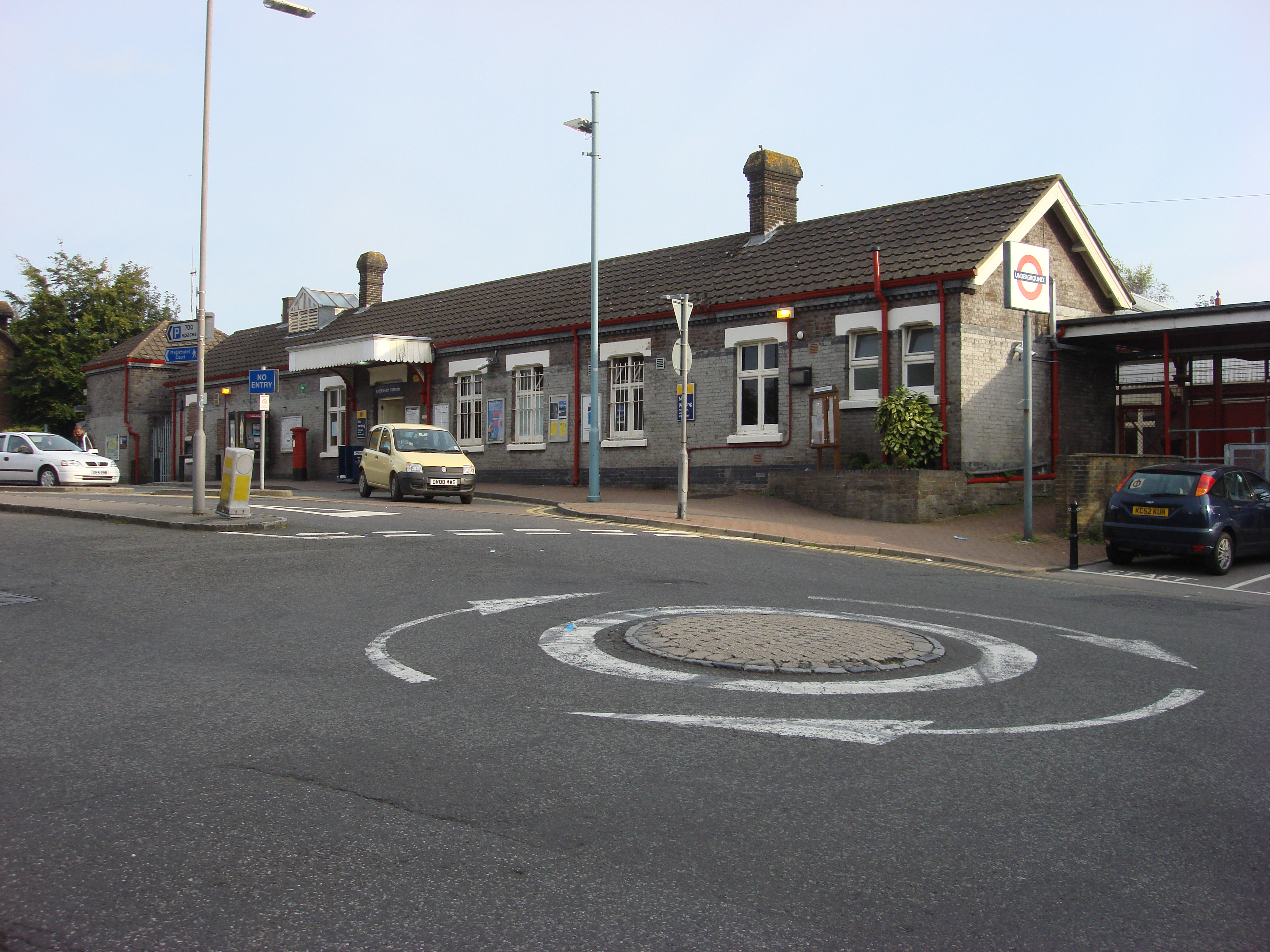
Вхід до станції Амершем

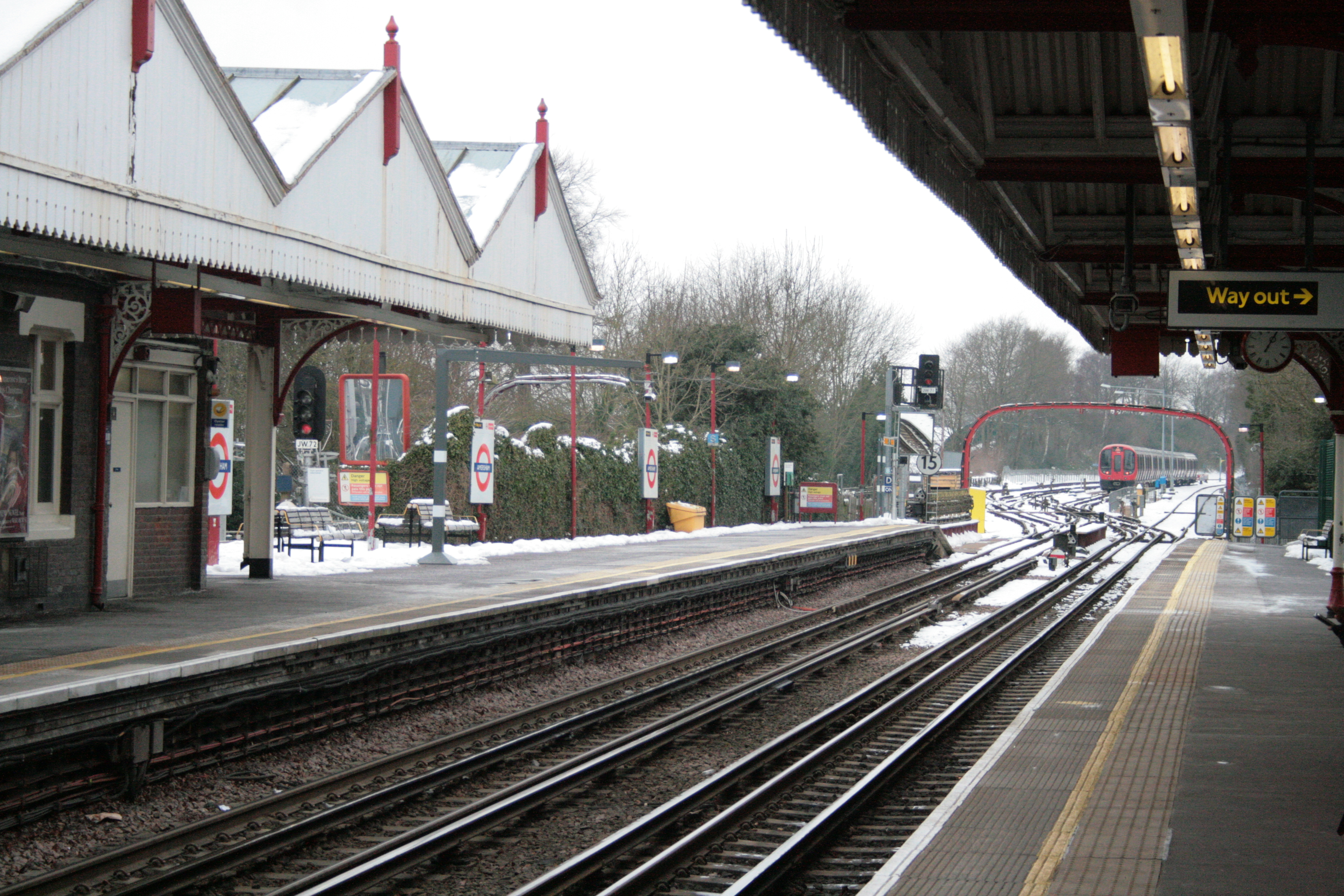
Платформа станції Амершем

51°40′26.4″ пн. ш. 0°36′25.2″ зх. д. / 51.674000° пн. ш. 0.607000° зх. д.
Амершем (англ. Amersham) — станція лінії Метрополітен Лондонського метро та Chiltern Railways. Розташована у 9-й тарифній зоні, у місті Амершем, Бакінгемшир, для лінії Метрополітен кінцева, наступна станція — Челфонт-енд-Летімер, для Chiltern Railways — між Челфонт-енд-Летімер та Греат-Міссенден. Пасажирообіг на 2017 рік для лінії Метрополітен — 2.32 млн осіб

## Історія
- 1. вересня 1892 — відкриття станції[2]
- 14. липня 1966 — закриття товарної станції[3]

## Послуги
| Попередня станція | Лінія | Лінія                                         | Лінія | Наступна станція    |
| ----------------- | ----- | --------------------------------------------- | ----- | ------------------- |
| Кінцева           |       | Лондонське метро Лінія Метрополітен           |       | Челфонт-енд-Летімер |
| Греат-Міссенден   |       | Chiltern Railways Залізниця Лондон — Ейлсбері |       | Челфонт-енд-Летімер |